# Louis Carpino
Louis A. Carpino (* 13. Dezember 1927 in Des Moines; † 4. Januar 2019 in Amherst (Massachusetts)) war ein US-amerikanischer Chemiker.
Carpino wuchs als Sohn italienischer Einwanderer in Des Moines auf. Er studierte am Iowa State College mit dem Bachelor-Abschluss 1950 und an der University of Illinois mit dem Master-Abschluss 1951 und der Promotion in organischer Chemie 1953. Im Jahr 1954 wurde er Assistant Professor an der University of Massachusetts at Amherst, an der er 1967 eine volle Professur erhielt. 2004 wurde er emeritiert, blieb aber aktiv in seinem Labor.
Er befasste sich mit Peptid-Synthese, fand neue Aminosäure-Schutzgruppen wie tert-Butyloxycarbonyl (Boc), 9-Fluorenylmethoxycarbonyl (Fmoc), 1,1-Dioxobenzo[b]thiophen-2-ylmethyloxycarbonyl (Bsmoc) und 2,2,4,6,7-Pentamethyldihydrobenzofuran-5-sulfonyl (Pbf) sowie Peptid-Kopplungsreagenzien wie 1-Hydroxy-7-azabenzotriazol (HOAt), Fmoc-Aminosäurechloride und HATU.
1974 war er mit einem Humboldt-Forschungspreis an der Universität Mainz. 1992 erhielt er den Ralph F. Hirschmann Award in Peptide Chemistry und 1998 die Max-Bergmann-Medaille.
1958 heiratete er eine seiner ehemaligen Chemiestudentinnen, Barbara Pepe, und hatte mit ihr sechs Kinder.